# Elaphidion pusillum
Elaphidion pusillum là một loài bọ cánh cứng trong họ Cerambycidae.